# Port Jervis
Port Jervis és una població dels Estats Units a l'estat de Nova York. Segons el cens del 5 billion tenia 8.860 habitants.

## Demografia
Segons el cens del 2000, Port Jervis tenia 8.860 habitants, 3.533 habitatges, i 2.158 famílies. La densitat de població era de 1.346,8 habitants per km².
Dels 3.533 habitatges en un 32,4% hi vivien nens de menys de 18 anys, en un 39,9% hi vivien parelles casades, en un 15,6% dones solteres, i en un 38,9% no eren unitats familiars. En el 32,6% dels habitatges hi vivien persones soles el 15,1% de les quals corresponia a persones de 65 anys o més que vivien soles. El nombre mitjà de persones vivint en cada habitatge era de 2,48 i el nombre mitjà de persones que vivien en cada família era de 3,15.
Per edats la població es repartia de la següent manera: un 27,8% tenia menys de 18 anys, un 8,4% entre 18 i 24, un 28,3% entre 25 i 44, un 20,3% de 45 a 60 i un 15,2% 65 anys o més.
L'edat mitjana era de 36 anys. Per cada 100 dones de 18 o més anys hi havia 86 homes.
La renda mitjana per habitatge era de 30.241 $ i la renda mitjana per família de 35.481 $. Els homes tenien una renda mitjana de 31.851 $ mentre que les dones 22.274 $. La renda per capita de la població era de 16.525 $. Entorn del 14,2% de les famílies i el 24,7% de la població estaven per davall del llindar de pobresa.

## Poblacions més properes
El següent diagrama mostra les poblacions més properes.